# Język kayeli
Język kayeli (a. caeli, cajeli, gaeli, kajeli) – wymarły język austronezyjski, który był używany w prowincji Moluki w Indonezji, na wyspie Buru wśród członków ludu Kayeli.
Był zdecydowanie odrębny od języka buru. Posługiwała się nim ludność w rejonie zatoki Namlea w północno-wschodniej części wyspy oraz na terenach wzdłuż wybrzeża.
Według Ethnologue dzielił się na trzy dialekty: kayeli właściwy, leliali (liliali), lumaete (lumaiti, lumara, mumaite). Dialekt leliali był dość odrębny od pozostałych, jego ostatni użytkownik zmarł w 1989 roku. Dialekt lumaete nie został bliżej poznany. C.E. Grimes (2000, 2010) dodatkowo wymienia dialekt ilat. Moksela (nieopisany i również wymarły) także bywa zaliczany do dialektów kayeli.
W 1989 roku nie był już powszechnie używany. Podczas badań terenowych C.E. Grimes z trudem zdołał znaleźć cztery osoby, które zachowały znajomość tego języka. Żadna z nich nie używała kayeli od przeszło 30 lat i kłopotliwe okazało się zebranie nawet podstawowego słownictwa. Klasyfikacja tego języka jest trudna do rozstrzygnięcia ze względu na niedostępność dokładnych danych, przy czym odnotowano pewne cechy, które łączą go z językami wyspy Seram.
Kayeli został wyparty przez języki malajski amboński i lisela (li enyorot, uchodzący za dialekt języka buru). Od XVII w. malajski służył jako środek kontaktów międzyetnicznych (w interakcjach z Ternate, Ambończykami, Makasarczykami, Jawajczykami i Holendrami), a rola kayeli została zredukowana do domen wewnętrznych (dom, negocjacje ślubne). Pomimo zaniku rodzimego języka ludność Kayeli zdołała zachować swoją tożsamość etniczną.